# Karl von Eisenstein
Karl Borromäus Eissner von und zu Eisenstein (* 21. November 1889 in Königliche Weinberge bei Prag; † 19. Dezember 1945 im Internierungslager Terezín) war ein sudetendeutscher Schriftsteller.

## Leben und Wirken
Er stammte aus dem österreichisch-böhmischen Adelsgeschlecht Eissner von und zu Eisenstein. Nach dem Schulbesuch studierte er Rechtswissenschaft und war dann als Bankbeamter und freier Schriftsteller tätig. Er verfasste Gedichten und Theaterstücke.

## Schriften (Auswahl)
- Lieder im Kampf : Gedichte, Novellen, Skizzen. Bachmair, Berlin, München 1916.
- Läuterung. In: Hausbücher für Sachsen. 2. Jg., Heft 1 (Januar 1921), S. 2.
- Menschenseele - Drei Folgen Gedichte. Dresden und Leipzig 1922.
- Siegfrieds Tod. Ein Spiel für die deutsche Jugend von Karl von Eisenstein. (Die Schatzgräber-Bühne, Nr. 41) München 1927.
- Volk im Kriege. Gedichte. 1934.
- Die Trommel schlug zum Streite. Deutsche Gedichte vom Weltkrieg. 1938.